# Norimaki
 Norimaki  (海苔巻き) significam pratos japoneses embrulhados com algas nori, sendo o mais comum um tipo de sushi, o makizushi (巻き寿司).

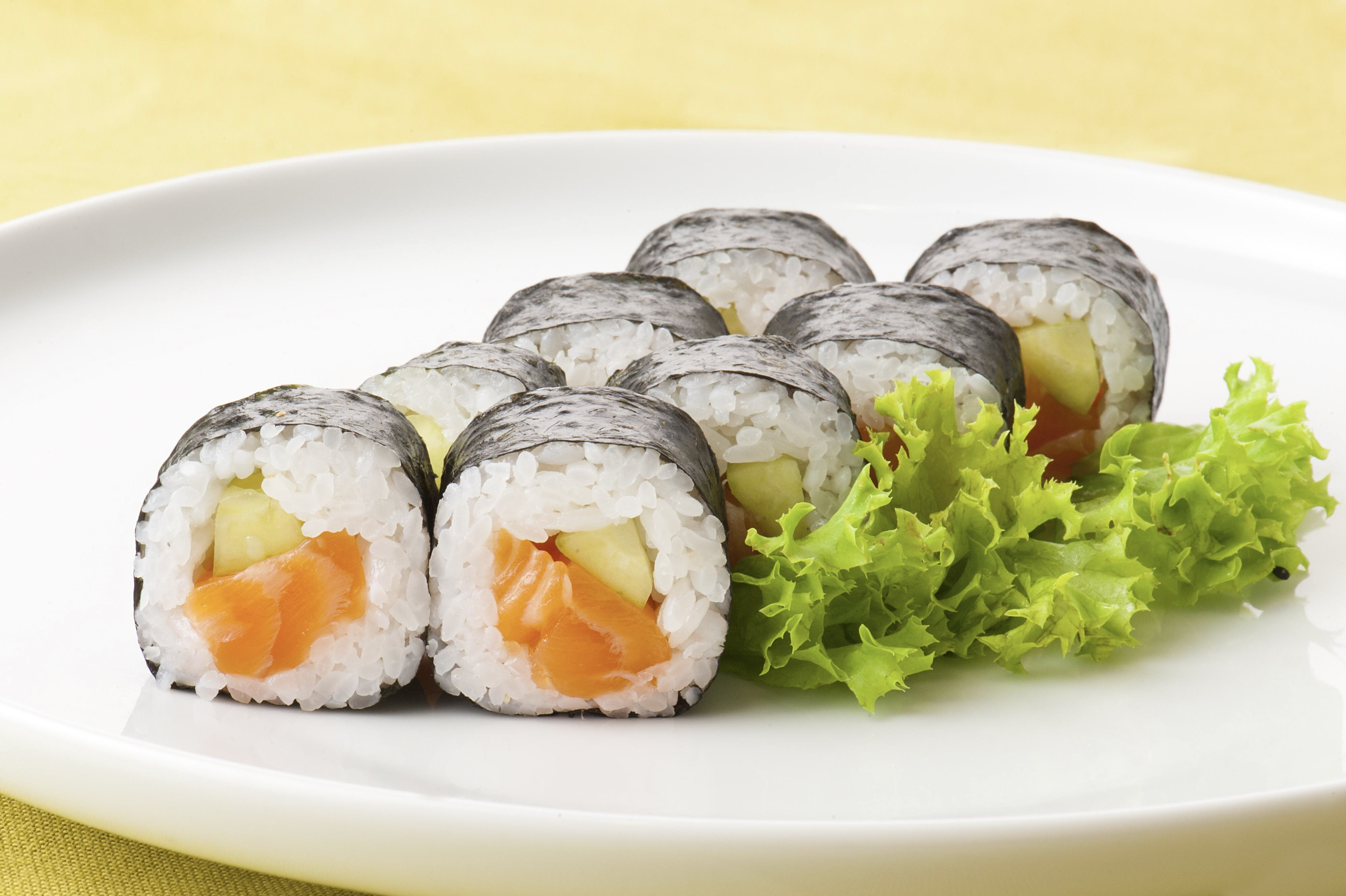
Norimaki + Sushi = Makizushi

Para além do makizushi, pratos como onigiri, sashimi, senbei, chikuwa, e mochi também são considerados norimaki se forem embrulhados em algas.

## Tipos denorimaki

### Makizushi

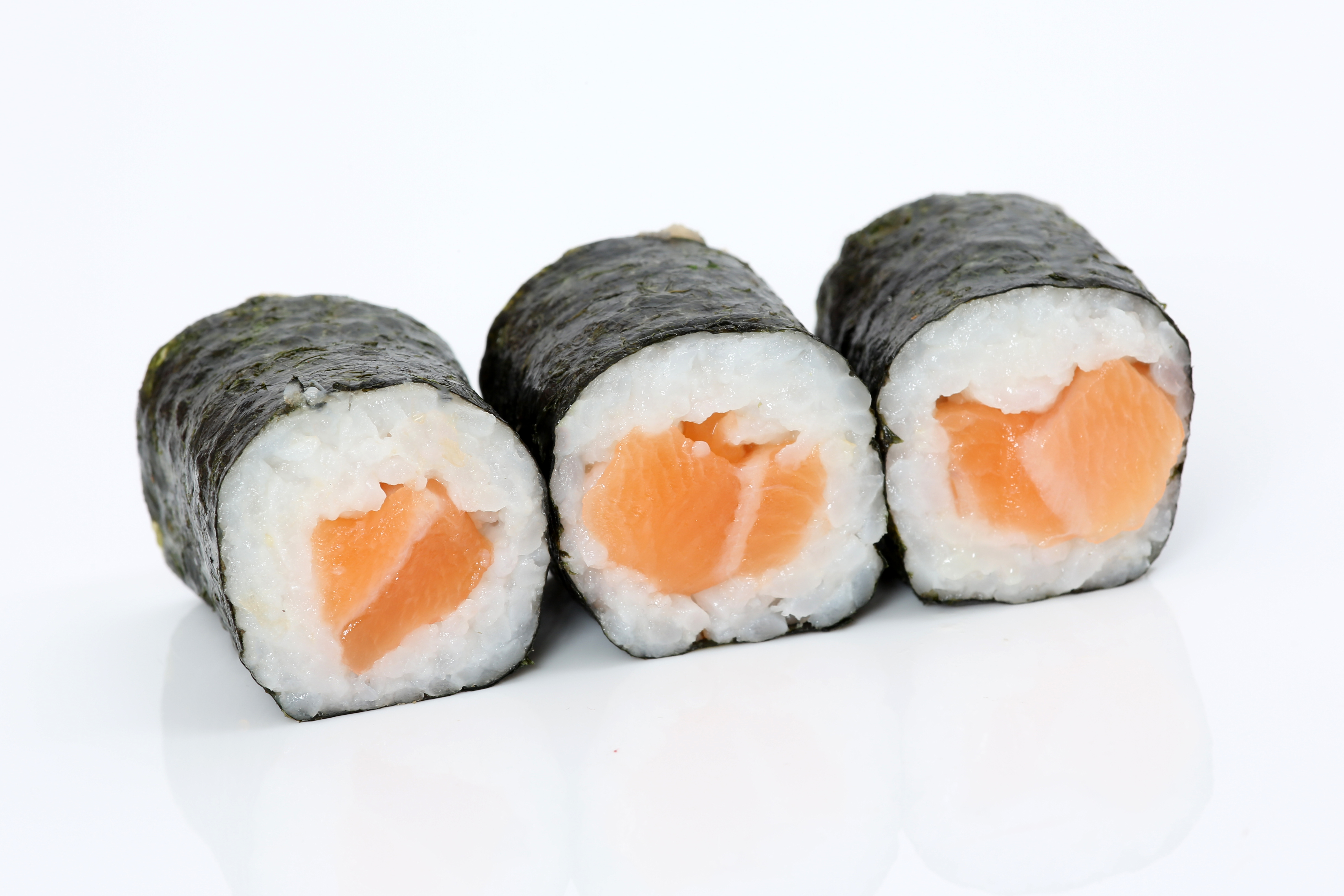
Tekkamaki, um tipo de Makizushi com salmão

O makizushi (巻き寿司) foi referido pela primeira vez na publicação "Ryori SanKaigo" de 1750 como makizushi (巻鮓). Na publicação "Shichigokobi" de 1787, foi mencionado nas ementas dos restaurantes de sushi em Edo como um sushi que não mancha as mãos. Nos primórdios do makizushi, existiam outros tipos de sushi enrolados com outros ingredientes para além das algas, tais como enrolados em ovos ligeiramente torrados, ou enrolados em casca de bambu.

### Norimaki-onigiri

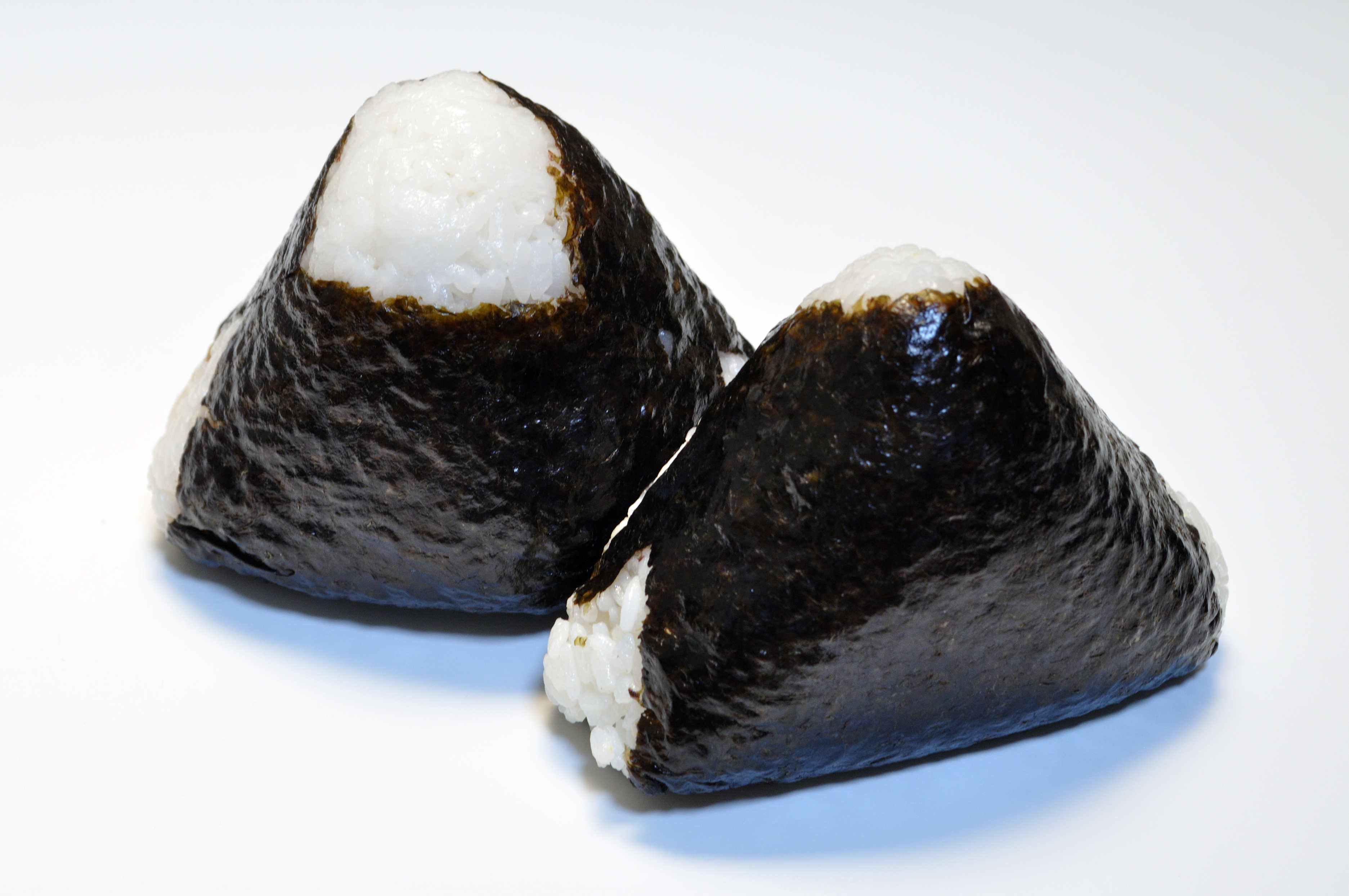
Norimaki-onigiri

O tipo de onigiri embrulhado em nori é habitualmente chamado de norimaki-onigiri (海苔巻きおにぎり). A preparação do norimaki-onigiri consiste em cozer arroz japonês, temperá-lo com vinagre e açúcar e moldá-lo numa bola ou num triângulo, a alga nori é depois enrolada à volta do arroz.
Desde a sua primeira comercialização pela loja 7-Eleven em 1978, os onigiri são frequentemente vendidos em lojas de conveniência.

### Norisenbei

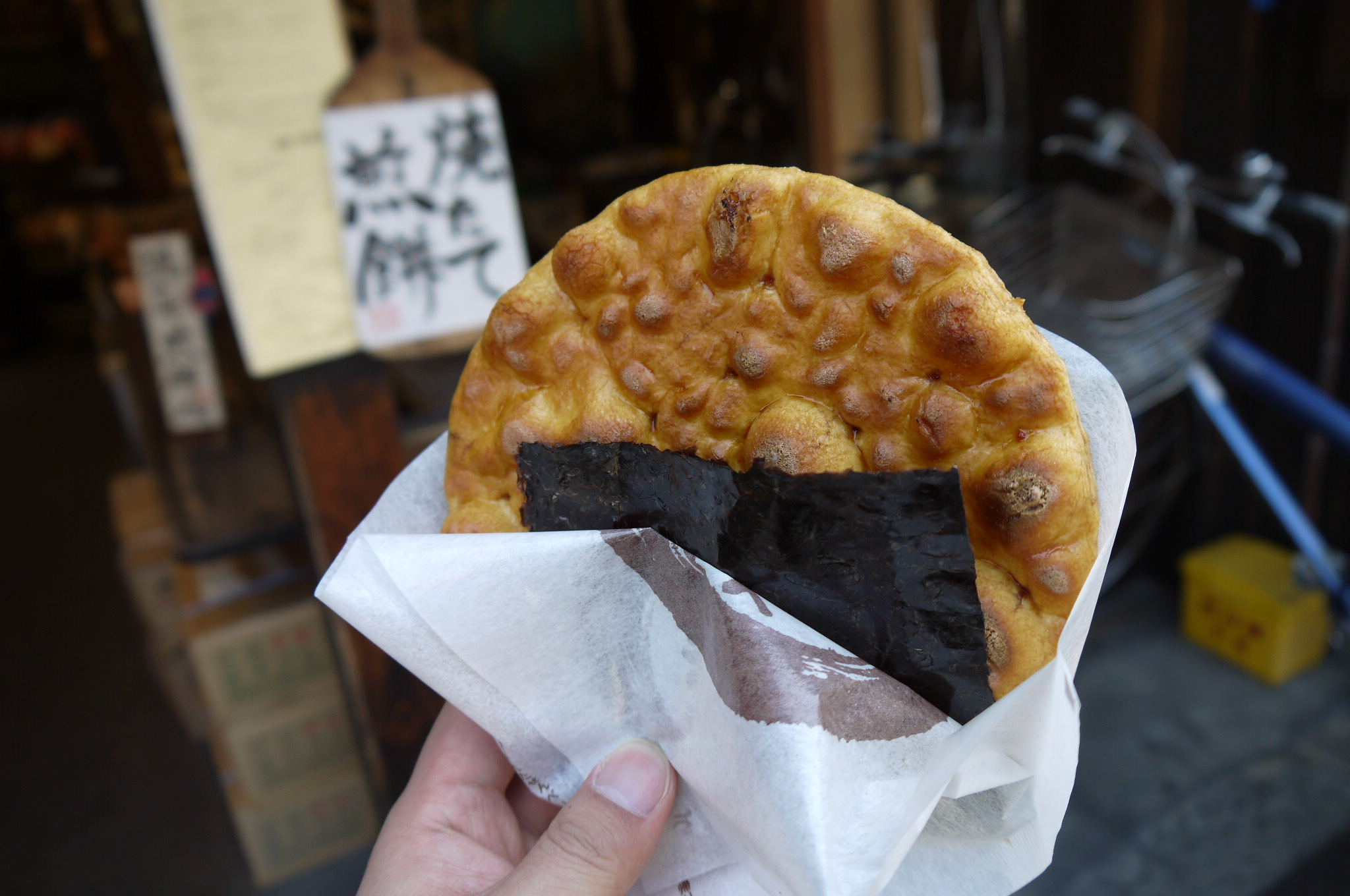
Norisenbei ou Norimaki-senbei

O tipo de senbei embrulhado em nori é normalmente abreviado e chamado nori-senbei (海苔煎餅), sendo o nome completo norimaki-senbei (海苔巻煎餅). O senbei em tamanho pequeno é chamado arare (あられ) e a sua versão embrulhada em nori é chamada norimaki-arare (海苔巻あられ). O senbei em forma de cilindro e embrulhado em nori é chamado shinagawa-maki (品川巻).

### Outras variedades
- Chikuwa (竹輪) embrulhado em nori.[18]

- Mochi (餅): o mochi grelhado, mergulhado em molho de soja e embrulhado em nori é chamado isobeyaki-mochi (磯辺焼き餅).[19]